# Pokémon-Legenden: Z-A
Pokémon-Legenden: Z-A ist ein angekündigtes Videospiel, das am 16. Oktober 2025 als Teil der neunten Generation der Pokémon-Videospielserie erscheinen soll. Es wird von Game Freak entwickelt und von Nintendo und The Pokémon Company für Nintendo Switch und Nintendo Switch 2 veröffentlicht. Pokémon-Legenden: Z-A ist der zweite Teil der Reihe Pokémon-Legenden und folgt hier auf Pokémon-Legenden: Arceus (2022).

## Spielwelt und Handlung
Das Spiel wird in der Kalos-Region spielen, die Frankreich nachempfunden ist und erstmals 2013 in den Videospielen Pokémon X und Y eingeführt wurde. Pokémon-Legenden: Z-A spielt in einer neu entwickelten Illumina City, wie sie aus den genannten Spielen bekannt ist. Die Stadt ist Paris nachempfunden und befindet sich im Spiel gerade in einem Stadtsanierungsprojekt. Am Ende des Trailers wurde auch die Rückkehr der Mega-Entwicklung angekündigt, die erstmals in X und Y eingeführt wurde.
Die verfügbaren Starter-Pokémon sind Endivie, Karnimani (aus der goldenen und silbernen Edition) und Floink (aus der schwarzen und weißen Edition).

## Entwicklung
Am 27. Februar 2024 wurde Pokémon-Legenden: Z-A während einer Pokémon-Presents-Präsentation mit für 2025 angekündigt.
Am 2. April 2025 wurde bekannt gegeben, dass Pokémon-Legenden: Z-A auch als Nintendo-Switch-2-Edition erscheinen wird. Diese Version soll durch die verbesserte Hardware eine höhere Auflösung und eine höhere Bildwiederholfrequenz aufweisen.